# 왕뚜껑
왕뚜껑(영어: Wang Tukong)은 팔도가 생산하는 컵라면이다.

## 역사
한국야쿠르트는 1990년 8월 팔도가 '뚜껑'과 '넓은 용기'를 특징으로 해 다른 라면과 차별화를 두면서 출시하였다. 1992년에는 '김치왕뚜껑', 1994년에는 '짜장·우동왕뚜껑', 2001년에는 '짬뽕왕뚜껑', 2014년에는 '왕뚜껑철판볶음면' 등을 차례대로 출시하였다. 2004년에는 기존 제품보다 용량을 줄인 '왕뚜껑 컵면'을 출시하고 2007년에는 '미니 왕뚜껑'을 출시하였다. 2011년에는 90초면 다 익는다는 특징을 내세워 '왕뚜껑 S'를 출시하였다.
1994년 라면 제품별 판매량에서 왕뚜껑의 판매량은 12위였다. (1위 : 신라면, 2위 : 안성탕면, 3위 : 대관령김치라면, 11위 : 스낵면) 왕뚜껑 출시 이후부터 누적 판매량이 2008년에는 누적 10억개, 2015년에는 누적 15억개, 2018년에는 누적 18억개가 판매되었다.
2013년 왕뚜껑은 리뉴얼을 통해 많은 변화를 줬다. 기존 왕뚜껑의 뚜껑은 평평한 모양이었는데 3등분으로 나누고 디자인도 깔끔하고 세련되게 바꿨다. 육수베이스를 적절하게 배합해 짠 맛을 줄이고 진하고 얼큰한 맛이 나게 하면서 나트륨 함량을 줄였다.
왕뚜껑은 나트륨 함량이 많이 나오는 라면 제품에 속하는데 2005년 당시 왕뚜껑 나트륨 함량은 2,720mg로 당시 WHO의 하루 기준치의 138%였다. 2008년에는 2050mg, 현재는 1,750mg으로 줄었다. 이 양은 하루 권장섭취량의 88%를 차지하는 양이다.

## 원재료 및 영양성분
겉봉에 표기된 원재료명은 다음과 같다. (오리지널 왕뚜껑 기준)

면/소맥분(미국산,호주산), 팜유(말레이시아산), 변성전분, 감자전분(독일산, 덴마크산), 감미유S, 정제염, 글루텐, 야채풍미액, 면류첨가알칼리제(탄산칼륨, 탄산나트륨, 피로인산나트륨), 구아검, 산도조절제, 알긴산프로필렌글리콜, 녹차풍미액, 비타민B2
스프/정제염, 조미대두단백, 볶음소금, 고춧가루, 건파, 설탕, 맛베이스, 건당근, 간장조미분말, 복합간장분말, 쇠고기맛분, 핫베이스분말, 양념간장액분말, 계란지단, 포도당, 돈골농축분말, 조미분에이, 매운양념분말, 매운탕분말, 세이보리분말, 사골설렁탕분말, 다대기베이스분, 쇠고기엑기스분말, 고풍미쇠고기맛분말, 진국쇠고기분말, 건홍피망, 향미증진제, 감칠맛조미분, 건표고버섯, 흑후추분말, 진한감칠맛분, 마늘시즈닝분말, 산도조절제, 파프리카추출색소, 생강풍미분말

## 제품
왕뚜껑
1990년 8월에 출시한 왕뚜겅 라인의 오리지널 버전. 용기면 형태로 되어 있다.
김치 왕뚜껑
1992년에 출시한 왕뚜껑 라인의 김치맛 버전. 용기면 형태로 되어 있다.
우동 왕뚜껑
1994년에 출시한 왕뚜껑 라인의 우동맛 버전. 용기면 형태로 되어 있다.
짜장 왕뚜껑
1994년에 출시한 왕뚜껑 라인의 짜장맛 버전. 용기면 형태로 되어 있으며, 이후 판매 중단된 제품이다.
짬뽕 왕뚜껑
2001년에 출시한 왕뚜껑 라인의 짬뽕맛 버전. 용기면 형태로 되어 있다.
왕뚜껑 철판볶음면 해물
2014년에 출시한 왕뚜껑 라인의 해물 철판볶음면 버전. 이후 판매 중단된 제품이다.
더 왕뚜껑 봉지면
2018년 11월 5일에 출시한 제품이다. 더 왕뚜껑은 왕뚜껑의 형제 제품이다.
더 왕뚜껑 컵라면
2019년 12월에 출시한 제품이다. 더 왕뚜껑은 왕뚜껑의 형제 제품이다.
왕뚜껑 봉지면
2021년 8월에 출시한 왕뚜껑의 봉지면 버전이다.

## 광고
1990년대
1997년 당시 《파랑새는 있다》로 이름을 날린 박남현이 광고에 출연해 유머스러운 광고를 만들었다. 1999년에 당시 개그콘서트에서 큰 인기를 끈 개그맨 심현섭을 기용해 2년 전의 광고와 비슷하게 만들었다.
2000년대
2001년에 개그맨 김경식이 출연하였다. 2004년 현영과 최성호가 출연해 SK텔레텍 스카이 뮤직폰 광고를 패러디해서 만들었는데, 패러디 내용을 보면 남성 모델이 여성 모델한테 하는 대사 중 원작의 "같이 들을까"를 "같이 뚜껑 열까"로, 마지막 장면에서도 "스카이, It's different"에서 "왕뚜껑, It's delicious" 등등 변화를 줬다. 이 광고는 TVCF에서 주관하는 `제2회 TV CF AWARD 2004`에서 동상을 차지했다. 몇 달 후, 한국야쿠르트는 배우 양주호와 이한위가 출연해 교실에서 왕뚜껑을 먹다가 선생님한테 걸린 내용으로 광고했다.
2005년 배우 황보라와 오달수가 출연하였다. 광고 속에서 오달수가 슈퍼에서 산 왕뚜껑이 비닐봉지에서 빠져나와 떨어지자 황보라가 치마 속에 감춘다. 배우 황보라는 이 광고 출연 이후 《레인보우 로망스》에 출연하는 등 급부상한다. 지금도 '왕뚜껑 소녀'라는 별칭으로 회고되고 있다.
2006년에는 한국야쿠르트가 온라인게임 스페셜포스에 PPL을 게재해 40만 명을 왕뚜껑 사이트의 회원으로 가입시키는 실적을 올렸다.
2007년에는 배우 한채아가 출연하였다. 내용은 버스정류장에서 남학생의 왕뚜껑이 떨어졌는데 옆에 있는 어른 4명 중 한 명이 가졌가다는 내용이다. 이 걸 가지고 한국야쿠르트는 범인을 찾는 이벤트를 하였으며, 영상에서의 범인은 할아버지였다. 2008년은 배우 변희봉과 개그맨 김한국이 출연했다. 일본과 독도 영유권 문제에 관한 내용으로 만들었다.
2010년대
2013년 왕뚜껑이 리뉴얼을 하면서 광고를 만들었는데 개그맨 김준현이 출현하였다. 베가 아이언의 광고를 패러디하면서 뚜껑의 장점을 부각시켰다. 2013년 당시 대학생이 뽑은 좋은 TV광고로 선정되 화제가 되며 매출액도 약 30% 올랐다. 2014년에는 배우 최민수가 출연해 최민수의 출연작인 드라마 《모래시계》와 영화 《홀리데이》를 패러디한 내용으로 구성되어있다. 2015년은 밴드 혁오와 EXID의 하니와 솔지가 출연하였다. 광고 컨셉 '먹은 소감'을 얘기하는 이야기다. 2016년에는 아이오아이 전원 11명이 출연하였다. 아이오아이를 통해 기부금 적립과 팬미팅 등 다양한 이벤트를 하였다. 2019년 더 왕뚜껑은 영화 기생충를 패러디한 내용으로 구성되어있다.

## 같이 보기
- 팔도
- 킹뚜껑